# Kristoffer Skjerping
Kristoffer Skjerping (Bergen, 4 de maig de 1993) és un ciclista noruec, professional des del 2012.
Del seu palmarès destaca el tercer lloc al Campionat del món sub-23 en ruta disputat a Ponferrada

## Palmarès
- 2013
  -  Campió de Noruega en ruta sub-23
- 2014
  - Vencedor d'una etapa al Tour de l'Avenir
- 2019
  - 1r al Ringerike GP
  - 1r a la Gylne Gutuer